# Distretto di Kanzaki (Hyōgo)
Il distretto di Kanzaki (神崎郡, Kanzaki-gun?) è uno dei distretti della prefettura di Hyōgo, in Giappone.
Fanno parte del distretto i comuni di Fukusaki, Ichikawa e Kamikawa.